# Radio Nova (Sverige)
För artiklar om andra radiostationer med namnet Radio Nova, se Radio Nova.
Radio Nova var en svensk närradiostation som grundades av journalisten Claes Nydahl i Vagnhärad 1985. Under en period var Björn von der Esch kanalens styrelseordförande och ansvarige utgivare.
Radio Nova organiserades av Östra Sörmlands Närradioförening med lokala föreningar som medlemmar, bl.a. Folkpartiet, Moderaterna, Centern, lottakåren, idrottsföreningar och fotbollsklubbar.
Radio Nova började 20 juni 1990 sända reklam  i etern, något som vid den här tiden var förbjudet. Stationen finansierades dock med reklam redan från 1988 genom att med stöd av Tryckfrihetsförordningen ge ut en gratistidning med annonser inom sitt täckningsområde. 
Vid minst ett tillfälle stängde dåvarande Televerket Radio (idag Teracom) av den sändare som stationen hyrde av Televerket Radio. Vid denna tid var det inte tillåtet för närradioföreningar att inneha egna sändare. Radio Nova var då tyst i knappt två dygn men startade därefter åter med egen och inlånad utrustning. Några nya politiska- och tjänstemannaingripanden vidtogs inte eftersom ny lagstiftning för kommersiell lokalradio förbereddes. Nydahl dömdes till dagsböter för brott mot reklamförbudet i  närradiolagen. Den borgerliga regeringen förberedde ett lagförslag som skulle medge att reklamförbudet upphävdes. Lagen trädde i kraft 1994. Den koncessionsavgift som Radio Nova enligt den nya lagen skulle betala till staten för rätten att sända, blev efter auktion på frekvensen 92,9 MHz 400 000 kr en summa som årligen indexuppräknades.
År 1995 togs Radio Novas frekvens, 92,9 MHz, över av Radio Match.